# Westmoreland (Tennessee)
Westmoreland is een plaats (town) in de Amerikaanse staat Tennessee, en valt bestuurlijk gezien onder Sumner County.

## Demografie
Bij de volkstelling in 2000 werd het aantal inwoners vastgesteld op 2093.
In 2006 is het aantal inwoners door het United States Census Bureau geschat op 2183, een stijging van 90 (4.3%).

## Geboren
- Owen Bradley (1915-1988), countrypianist, platenproducent

## Geografie
Volgens het United States Census Bureau beslaat de plaats een oppervlakte van
10,0 km², waarvan 9,9 km² land en 0,1 km² water. Westmoreland ligt op ongeveer 282 m boven zeeniveau.

## Plaatsen in de nabije omgeving
De onderstaande figuur toont nabijgelegen plaatsen in een straal van 28 km rond Westmoreland.